# Hydropsyche lepnevae
Hydropsyche lepnevae är en nattsländeart som beskrevs av Lazar Botosaneanu 1968. Hydropsyche lepnevae ingår i släktet Hydropsyche och familjen ryssjenattsländor. Inga underarter finns listade i Catalogue of Life.